# Ghino Venturi
Pour les articles homonymes, voir Venturi.

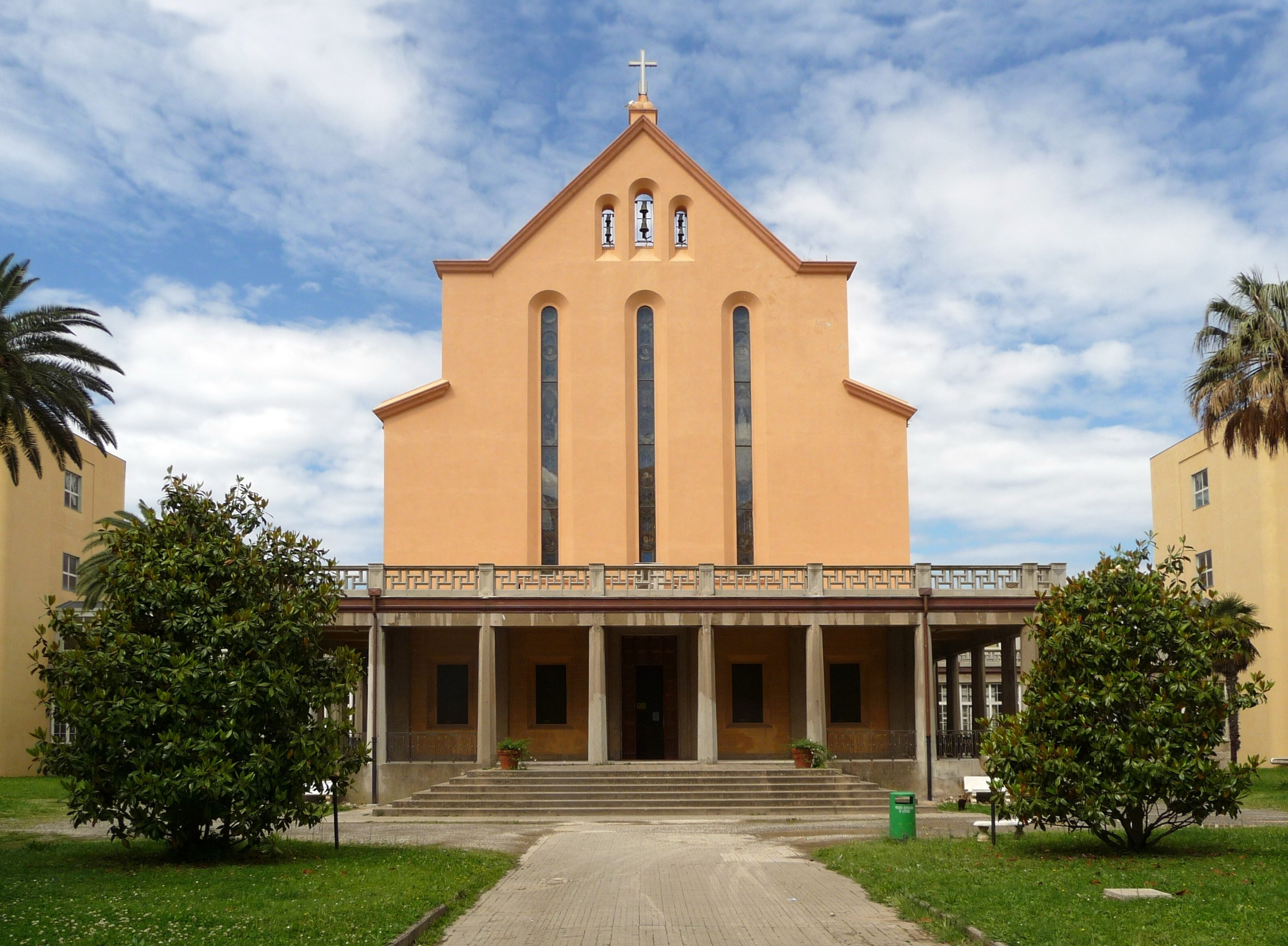
Cappella degli Spedali Riuniti, Livourne.

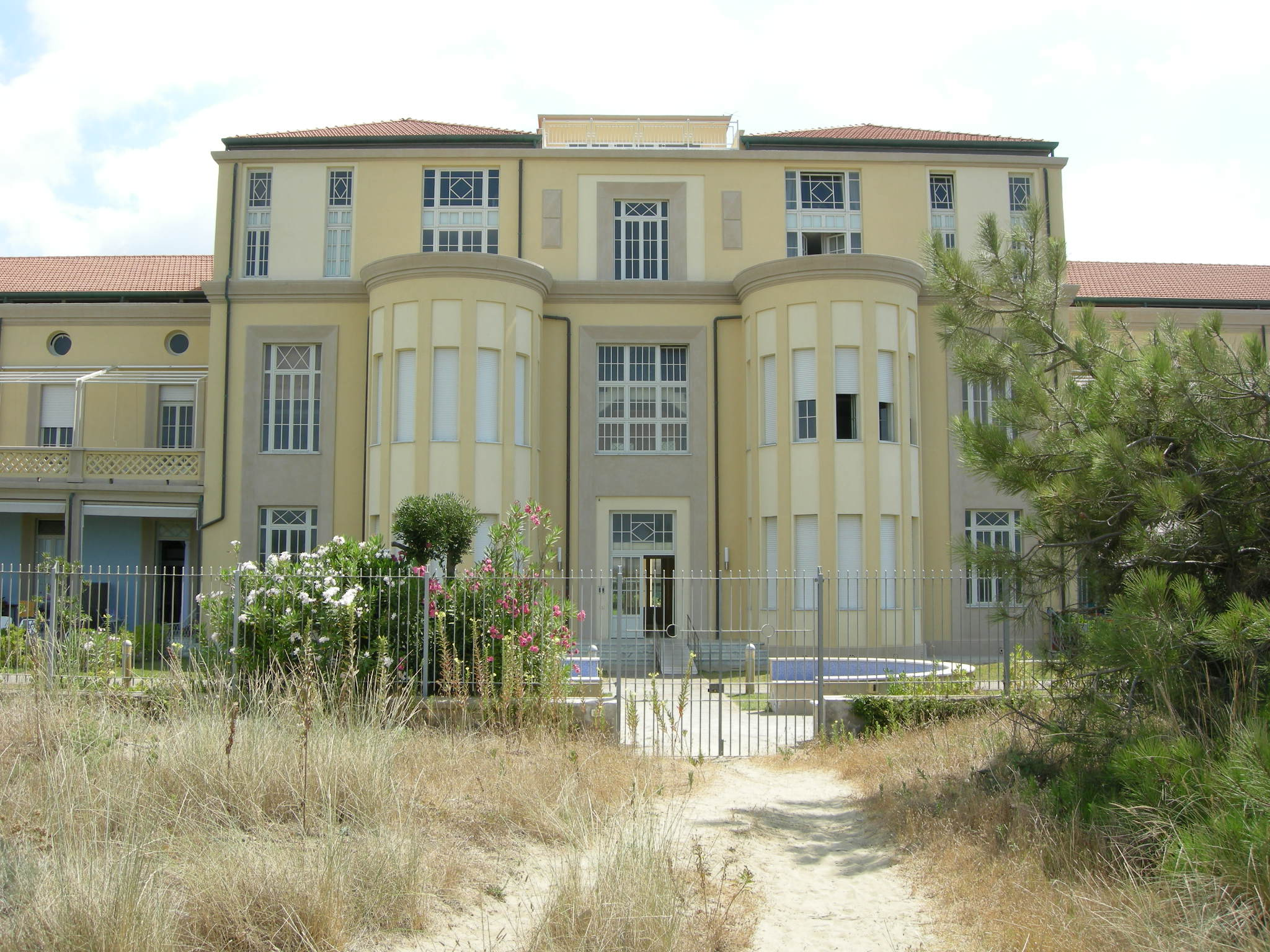
Colonia Regina Elena, Calambrone (Pise)

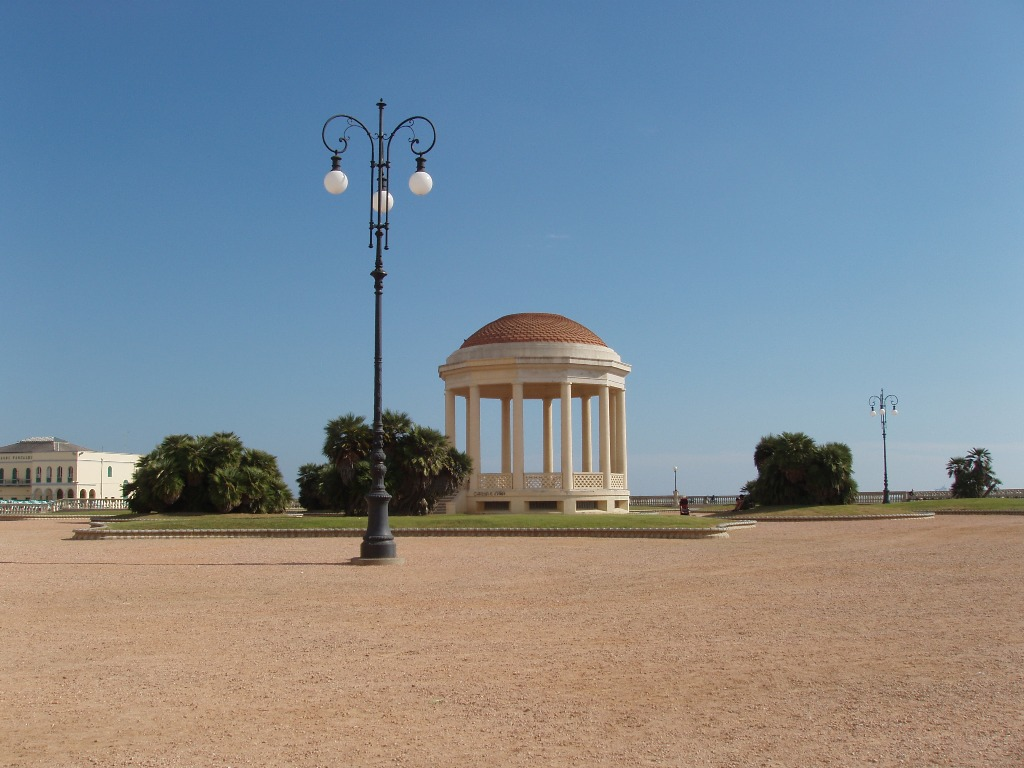
Gazebo de la Terrazza Mascagni, Livourne (ricostruction)

Ghino Venturi (Pise, 1884 - 1970) est un architecte urbaniste italien actif surtout à Rome et Livourne dans les années 1930

## Parcours professionnel
Son style expressif, basé sur la simplification de l'architecture, se rapproche de celui de Marcello Piacentini, avec lequel il collabore au pavillon de l'exposition de Rome de 1911 et entre 1920 et 1922 à la réalisation du cinéma-théâtre « Savoja » à Florence, à l'intérieur du Palazzo dello Strozzino.
En 1921, toujours avec Piacentini et Arnaldo Foschini (it), son ami d'étude à l'Académie des beaux-arts de Rome, il participe au projet de réhabilitation de la zone Largo di Torre Argentina à Rome.
En 1923, il fonde avec Alberto Calza Bini (it) et Vincenzo Fasolo (it) le Sindacato Fascista Architetti, adhérant de fait au Fascisme: de 1928 à 1931 il fait partie du directoire national et de 1937 à 1939 secrétaire interprovincial du Latium.
Du point de vue professionnel, les années 1930 sont sources de nombreux projets : 
- Exposition de Turin (1928) ;
- Spedali Riuniti de Livourne (1929 - 1931),
- Colonia Regina Elena à Calambrone près de Pise (projet de 1931 ; réalisation 1932 - 1933, ainsi que le Centre de services(1932 - 1934).
- Presidio ospedaliero Cesare Zonchello de Nuoro (1930).

Recommandé par le gerarque Costanzo Ciano, il devient l'architecte principal de l' « Istituto Case Popolari » de Livourne, dessinant le siège de l'institut, les quartiers Garibaldi et Filzi, completant le quartier Stazione di Livorno Centrale.
Avant 1932, il édifia le gazébo pour la musique Terrasse Mascagni de Livourne, détruit pendant la Seconde Guerre mondiale, reconstruit en 1998.
En 1936, il réalise le siège du quotidien Il Telegrafo (devenu Il Tirreno).
Vers 1934, il construit le Palais de l' « Istituto Nazionale Assicurazioni », largo del Tritone à Rome.
Avant la seconde Guerre mondiale, il réalise le « Sacrario militare d'Oslavia», terminé en 1938.
Ghino Venturi continue son activité après la guerre et participe aux commissions techniques du plan de construction de l' « INA-Casa », symbolisant de fait « l'anneau de liaison avec l'ancienne organisation syndicale fasciste ».